# Arthrocnemum subterminale
Arthrocnemum subterminale là loài thực vật có hoa thuộc họ Dền. Loài này được (Parish) Standl. mô tả khoa học đầu tiên năm 1914.